# 友田二郎
友田 二郎（ともだ じろう、1891年9月10日 - 1969年2月5日）は、日本の外交官。
兵庫県会議員や但馬銀行監査役を務めた友田一郎（友田酒造工場主）の弟。妻・盛子は子爵・曾我祐邦の二女。長女・二三子（1927年～2023年）は鳥取滋治郎の妻。二三子の長女・憲仁親王妃久子は孫である。

## 略歴
兵庫県城崎郡日高町江原（現・豊岡市）出身。俊蔵の二男。東京外語卒業。1915年、外務省に入る。終戦直後に退官した。
1939年には、フランス共和国レジオン・ドヌール勲章シュヴァリエを受章した。義父の曾我祐邦もレジオン・ドヌール勲章コマンドゥールを受賞している。
その後外務省研修所講師、宮内庁式部官を兼任した。1966年、勲三等瑞宝章を受賞した。

## 人物
宗教は仏教。「国際儀礼の大家」とも呼ばれ、著書に『国際儀礼とエチケット』がある。